# D軌道

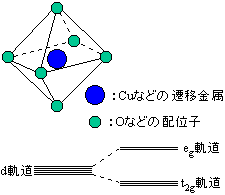
配位子場によるd軌道の分裂

d軌道（ディーきどう、英語: d orbital）とは、原子を構成している電子軌道の1種である。
方位量子数は2であり、M殻以降の電子殻（3以上の主量子数）についてdxy軌道、dyz軌道、dzx軌道、dx2-y2軌道、dz2軌道という5つの異なる配位の軌道が存在する。各電子殻（主量子数）のd軌道は主量子数の大きさから「3d軌道」（M殻）、「4d軌道」（N殻）、、、のように呼ばれ、1つの電子殻（主量子数）のd軌道にはスピン角運動量の自由度と合わせて、最大で10個の電子が入る。

## 名称
d軌道の「d」は「diffuse」に由来し、電子配置や軌道の変化分裂によるスペクトルの放散、広がりを持つことから意味づけられた。

## 性質
d軌道にどのように電子が配置されるかが銅や鉄などのDブロック元素の物性を決定している（周期表参照）。特にマンガンやコバルトといった強磁性体の性質、遷移金属の酸化物に代表される強相関電子系の性質、そして高温超伝導体の物性、にはd軌道の電子が重要な役割を果している。
通常、d軌道は5重に縮退しているが、遷移金属錯体で見られるように、O2-やOH-などの配位子が遷移金属イオンの周りに配位すると、配位子による静電場の影響でd軌道の縮退が解け、配位の様式に応じて軌道準位が分裂する。これを配位子場分裂と呼ぶ。例えば、6個の配位子が正8面体状に配位した場合、3重に縮退したt2g軌道と、2重に縮退したeg軌道に分裂する。配位子の方向に電子の存在確率が高いdx2-y2軌道、dz2軌道は配位子による静電反発のため、軌道のエネルギーが押し上げられ、2重に縮退したeg軌道になる。また、配位子の方向に電子の存在確率が低いdxy軌道、dyz軌道、dzx軌道はエネルギーが低く、3重に縮退したt2g軌道になる。

eg軌道に空きがある場合は、分裂幅に応じたエネルギーの光を吸収することにより、t2g軌道の電子はeg軌道に遷移し、ヒトの視覚では吸収される光の波長の補色に該当する色が見える。このため、一般に遷移金属錯体は色を持つ物が多い。吸収される光の波長は中心の遷移金属や配位子の種類によって異なる。例えば、塩化コバルト(II)(Co(H2O)6Cl)は鮮やかなピンク色をしている。

## 関連項目

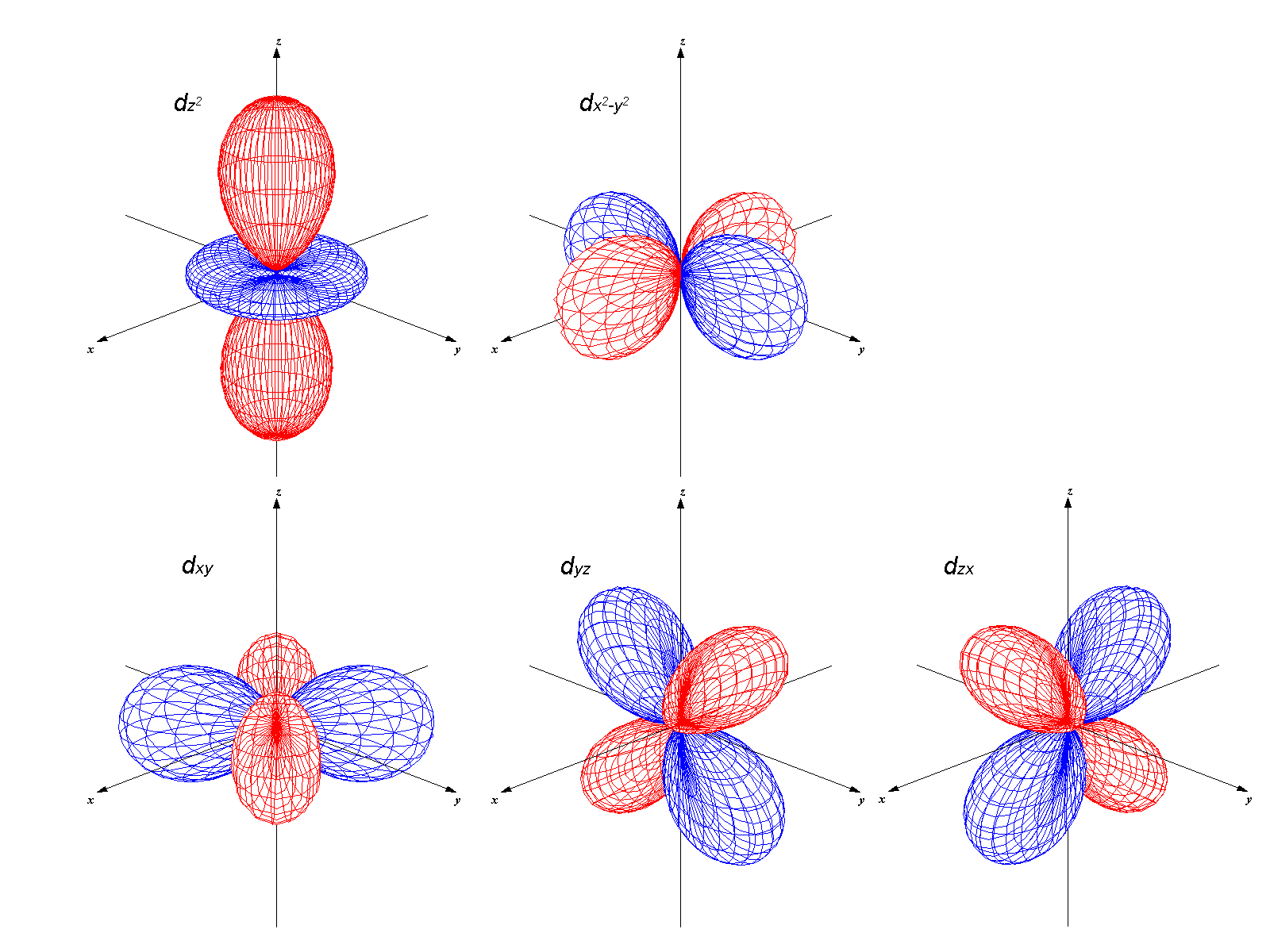
3d軌道の角度依存。色は波動関数の符号に対応している。赤は正、青は負。